# Louis Hersent

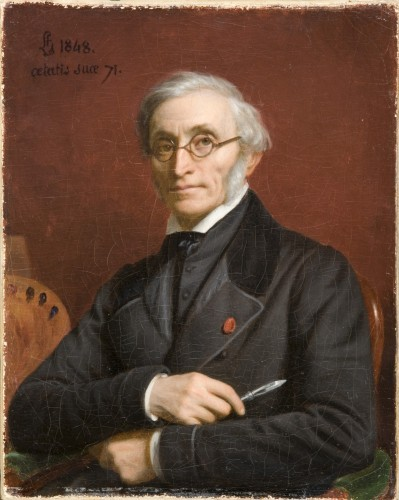
Selbstporträt, 1848

Louis Hersent (* 10. März 1777 in Paris; † 2. Oktober 1860 ebenda) war ein französischer Lithograf, Porträt- und Historienmaler.

## Leben
Hersent war Schüler von Jean-Baptiste Regnault. Krankheitsbedingt unterbrach er sein Studium 1798 und war anschließend als Lithograph tätig. 1803 wurde er Zeichenlehrer an der Militärschule Saint-Cyr und feierte später als Historien- und Porträtmaler Erfolge. 1822 wurde er Mitglied der Académie des Beaux-Arts. Er eröffnete ein Privatatelier, in dem er zahlreiche Schüler ausbildete. 1825 wurde er als Professor an die École des beaux-arts berufen.